# Die perfekte Minute
Die perfekte Minute ist eine von Sat.1 ausgestrahlte Spielshow. Die ersten drei Staffeln liefen von 2010 bis 2012 und wurden von Ulla Kock am Brink moderiert. Die vierte und fünfte Staffel präsentierte Thore Schölermann 2014 und 2015. Nach der ersten Sendung der fünften Staffel wurde die Show eingestellt. Eine neue Staffel mit Ulla Kock am Brink wurde zwischen März und Mai 2023 ausgestrahlt.

## Spielkonzept

### Erste Staffel
Der Kandidat hat zu Beginn des Spiels drei Leben und muss sich durch mehrere Spielstufen kämpfen.
Die Spiele sind überwiegend Geschicklichkeitsspiele. Es werden hierfür zum größten Teil alltägliche Gegenstände verwendet, oder auch Lebensmittel. Von Stufe zu Stufe steigt der Geldbetrag, den der Kandidat gewinnen kann. Ab Stufe 5 (von 10) sind es 25.000 Euro. Diese sind dem Kandidaten sicher, sobald er die Stufe erreicht hat.
Die Spiele werden durch einen Zufallsgenerator ausgewählt. Alle möglichen Spiele sind dem Kandidaten jedoch bekannt, so dass er sie zu Hause trainieren kann. Vor der Wahl des nächsten Spieles hat der Kandidat die Möglichkeit auszusteigen, um das bisher erspielte Geld zu gewinnen. Entscheidet er sich weiter zu spielen, muss er im nächsten gewählten Spiel antreten.
Für jedes Spiel hat der Kandidat eine Minute Zeit. Schafft er es nicht, in dieser Zeit die gestellte Aufgabe zu erfüllen, hat er das Spiel verloren, ihm wird ein Leben abgezogen, und er wiederholt das Spiel von vorne. Das geschieht so lange, bis der Kandidat entweder alle seine Leben verloren hat oder das Spiel gewinnt. Der Kandidat kann nicht während des Spiels aussteigen. Verliert er alle drei Leben vor dem Erreichen der fünften Stufe, so fällt er auf 0 Euro zurück.

### Zweite Staffel
Zu Beginn der zweiten Staffel wurde das Konzept der Sendung teilweise verändert: Es spielt nicht mehr ein Kandidat alleine, sondern vier Kandidaten treten in zwei Teams à zwei Spielern an. Jede Sendung hat dabei ein Motto wie „Singles“ oder „Arbeitskollegen“, nach dem die Teams zusammengestellt werden. Beide Teams haben zu Beginn der Sendung drei Leben.
Die Art der Spiele blieb unverändert. Die Kandidaten dürfen bei den meisten Spielen auswählen, wer von beiden die Aufgabe erfüllen soll, allerdings darf jedes Teammitglied höchstens zwei aufeinander folgende Spiele bestreiten. Einige Spiele müssen auch gemeinsam bewältigt werden. Das Ziel ist weiterhin die Bewältigung der Aufgabe innerhalb einer Minute. Wird dies nicht geschafft, verliert das Team ein Leben. Zu der Sicherheitsstufe bei 25.000 Euro ist eine weitere bei 100.000 Euro (Stufe 8) hinzugekommen.
Die zweite Staffel begann am 25. Februar 2011 mit einem Prominenten-Spezial. Sonya Kraus nahm mit Teampartner Elton, Jeanette Biedermann mit Teampartner Thomas M. Stein sowie Markus Maria Profitlich mit Teampartner Matthias Steiner teil. Sonya Kraus und Elton gewannen 50.000 Euro, ebenso Jeanette Biedermann und Thomas M. Stein. Markus Maria Profitlich und Matthias Steiner hatten vor dem Erreichen der ersten Sicherheitsstufe bereits alle Leben verloren und waren auf null Euro zurückgefallen, Moderatorin Ulla Kock am Brink entschied darauf, den Kandidaten trotzdem einen Betrag in Höhe von 10.000 Euro als „Trostpreis“ zu überlassen. Das Geld wurde an verschiedene Hilfsprojekte gespendet. Die Folge hatte einen Marktanteil von 13,2 Prozent in der Zielgruppe 14- bis 49-Jährige. Die zweite Folge, das Familien-Spezial hatte einen Marktanteil von 12,8 Prozent in der Zielgruppe 14- bis 49-Jährige. Die dritte Folge, das Zwillings-Spezial hatte einen Marktanteil von 12,4 Prozent.
In der letzten Show der Staffel traten das beste Team jeder Folge der Staffel (mit Ausnahme der Prominenten) noch einmal gegeneinander an. Dabei wurden zuerst fünf Spiele gespielt. Nach jedem Spiel schied ein Team aus, die übrigen zwei zogen ins Finale ein. Wer im Finale zuerst zehn Spiele gewonnen hatte, nahm 100.000 Euro zusätzlich nach Hause.

### Gewinnstufen Staffel 1 und 2
| Spiel | Gewinnsumme                 |
| ----- | --------------------------- |
| 1     | 1000 €                      |
| 2     | 2500 €                      |
| 3     | 5000 €                      |
| 4     | 10.000 €                    |
| 5     | 25.000 €; Sicherheitsstufe  |
| 6     | 50.000 €                    |
| 7     | 75.000 €                    |
| 8     | 100.000 €; Sicherheitsstufe |
| 9     | 150.000 €                   |
| 10    | 250.000 € Finalsumme        |

### Dritte Staffel
Die 3. Staffel startete am 12. Januar 2012 und strahlte zwei Folgen bis zum 19. Januar 2012 aus, vom 29. Juni 2012 bis zum 20. Juli 2012 wurde die Staffel fortgesetzt. In der dritten Staffel spielen die Kandidaten vorab in einer Qualifikationsrunde. Welches Team als erstes zwei bzw. drei Punkte (variiert von Show zu Show) erreicht, erreicht die Hauptrunde, das heißt maximal werden drei bzw. fünf Spiele vorab gespielt, bis ein Team in die Hauptrunde gelangt. In der Hauptrunde gibt es seit der dritten Staffel folgende Gewinnstufen:
| Spiel | Gewinnsumme                |
| ----- | -------------------------- |
| 1     | 10.000 €; Sicherheitsstufe |
| 2     | 25.000 €                   |
| 3     | 50.000 €                   |
| 4     | 75.000 €; Sicherheitsstufe |
| 5     | 100.000 €                  |
| 6     | 150.000 €                  |
| 7     | 250.000 € Finalsumme       |

### Vierte Staffel
Die vierte Staffel startete am 5. September 2014 mit einem Prominentenspecial, neuer Moderator der Sendung ist Thore Schölermann. Die Prominenten der Sendung waren Annemarie und Wayne Carpendale, Comedy-Paar Luke Mockridge und Volker Michalowski alias „Zack“ und Moderatoren-Paar Ruth Moschner und Jochen Schropp.

### Gewinnstufen Staffel 4
| Spiel | Gewinnsumme                |
| ----- | -------------------------- |
| 1     | 500 €                      |
| 2     | 1000 €                     |
| 3     | 2500 €                     |
| 4     | 5000 €                     |
| 5     | 10.000 €; Sicherheitsstufe |
| 6     | 25.000 €                   |
| 7     | 45.000 €                   |
| 8     | 80.000 €; Sicherheitsstufe |
| 9     | 125.000 €                  |
| 10    | 200.000 € Finalsumme       |

Darüber hinaus gab es die Gewinnstufen noch als Boosterspiel. Die Kandidaten können sich vor Beginn für die Zocker-Variante entscheiden. Dabei überspringen sie ein Spiel und gehen gleich zum nächsten über. Allerdings entfallen die Sicherheitsstufen.

## Produktion
Die Produktion der ersten Staffel mit fünf Episoden fand Frühjahr 2010 statt und die Episoden wurden vom 30. April bis zum 28. Mai 2010 auf Sat.1 ausgestrahlt. Die fünf Episoden waren 120 Minuten (brutto) lang und wurden freitags um 20:15 Uhr ausgestrahlt. Die Produktion der zweiten Staffel mit neun Episoden fand Winter 2010/2011 statt und die Episoden wurden vom 25. Februar bis zum 29. April 2011 auf Sat.1 ausgestrahlt. Die neun Episoden waren 120 Minuten (brutto) lang und wurde freitags um 20:15 Uhr ausgestrahlt.
Im Winter 2011/2012 fanden die Produktionen der dritten Staffel statt. Es wurden zehn Episoden produziert und die Episoden sollten ab dem 12. Januar 2012 ausgestrahlt werden. Die zehn Episoden waren statt 120 Minuten (brutto) 60 Minuten (brutto) lang und sollten donnerstags um 20:15 Uhr ausgestrahlt werden. Nachdem die Show auf dem neuen Sendeplatz jedoch erstmals in ihrer Geschichte nur einstellige Marktanteile bei den 14- bis 49-jährigen Zuschauern erreicht hatte, wurde die Show bereits nach zwei Ausgaben in eine Pause geschickt. Vom 29. Juni 2012 bis zum 20. Juli 2012 wurden die verbliebenen acht Episoden der Staffel an vier Freitagen in Doppelfolgen ausgestrahlt, somit kehrte man sowohl zum angestammten Sendetag als auch zur Sendelänge von 120 Minuten (brutto) zurück. Sat.1 gab im April 2014 bekannt, dass die Show im Sommer 2014 in die vierte Staffel startet. Diese Staffel übernahm anstelle von Ulla Kock am Brink Moderator Thore Schölermann und startete zuerst mit einem Prominentenspecial. Die fünfte Staffel wurde nach der ersten Folge am 7. Januar 2015 wegen zu geringer Quoten vorzeitig abgesetzt.

### Neuauflage 2023
Die Produktion für die neue Staffel 2023 übernahm Banijay Germany GmbH. Die Folgen wurden Ende Januar 2023 aufgezeichnet und anschließend täglich um 19:00 Uhr in Sat.1 ausgestrahlt.

## Episodenliste

### Staffel 1
| Nr. (gesamt) | Nr. (Staffel) | Deutschsprachige Erstausstrahlung (D) |
| ------------ | ------------- | ------------------------------------- |
| 1            | 1             | 30. Apr. 2010                         |
| 2            | 2             | 7. Mai 2010                           |
| 3            | 3             | 14. Mai 2010                          |
| 4            | 4             | 21. Mai 2010                          |
| 5            | 5             | 28. Mai 2010                          |

### Staffel 2
| Nr. (gesamt) | Nr. (Staffel) | Kandidaten                     | Deutschsprachige Erstausstrahlung (D) |
| ------------ | ------------- | ------------------------------ | ------------------------------------- |
| 6            | 1             | Prominente                     | 25. Feb. 2011                         |
| 7            | 2             | Familien                       | 4. März 2011                          |
| 8            | 3             | Zwillinge                      | 11. März 2011                         |
| 9            | 4             | Liebespaare                    | 18. März 2011                         |
| 10           | 5             | Singles                        | 25. März 2011                         |
| 11           | 6             | Geschwister                    | 1. Apr. 2011                          |
| 12           | 7             | Kollegen                       | 8. Apr. 2011                          |
| 13           | 8             | Freunde                        | 15. Apr. 2011                         |
| 14           | 9             | Beste Teams aus der 2. Staffel | 29. Apr. 2011                         |

### Staffel 3
| Nr. (gesamt) | Nr. (Staffel) | Kandidaten                           | Benötigte Duell-Gewinnpunkte | Deutschsprachige Erstausstrahlung (D) |
| ------------ | ------------- | ------------------------------------ | ---------------------------- | ------------------------------------- |
| 15           | 1             | Prominente                           | 3                            | 12. Jan. 2012                         |
| 16           | 2             | Schwippschwager gegen Schwestern     | 3                            | 19. Jan. 2012                         |
| 17           | 3             | Tante/Neffe gegen Mutter/Sohn        | 2                            | 29. Juni 2012                         |
| 18           | 4             | Vater/Sohn gegen Vater/Tochter       | 2                            | 29. Juni 2012                         |
| 19           | 5             | Vater/Sohn gegen Vater/Sohn          | 3                            | 6. Juli 2012                          |
| 20           | 6             | Familie Urban gegen Familie Fritsch* | 3                            | 6. Juli 2012                          |
| 21           | 7             | Beste Freunde gegen Ehepaar          | 2                            | 13. Juli 2012                         |
| 22           | 8             | Bruder/Schwester gegen Vater/Sohn    | 2                            | 13. Juli 2012                         |
| 23           | 9             | Mutter/Sohn gegen Mutter/Sohn        | 2                            | 20. Juli 2012                         |
| 24           | 10            | Schwestern gegen Brüder              | 3                            | 20. Juli 2012                         |

* Erstmals spielten fünfköpfige Familien anstelle der regulären Zweierteams

### Staffel 4
| Nr. (gesamt) | Nr. (Staffel) | Deutschsprachige Erstausstrahlung (D) |
| ------------ | ------------- | ------------------------------------- |
| 25           | 1             | 5. Sep. 2014 Prominentenspecial       |
| 26           | 2             | 12. Sep. 2014                         |
| 27           | 3             | 19. Sep. 2014                         |
| 28           | 4             | 26. Sep. 2014                         |

### Staffel 5
| Nr. (gesamt) | Nr. (Staffel) | Deutschsprachige Erstausstrahlung (D) |
| ------------ | ------------- | ------------------------------------- |
| 29           | 1             | 7. Jan. 2015                          |

## Hintergrund
Die Sendung basiert auf der amerikanischen Spielshow Minute to Win It von NBC. Der Gastgeber der ursprünglichen amerikanischen Version der Spielshow ist Guy Fieri.
Nachdem Die perfekte Minute bei der Auftaktsendung mit 1,35 Millionen 14- bis 49-jährigen Zuschauern (Marktanteil 14,4 Prozent) und insgesamt 2,48 Millionen Zuschauern (Marktanteil 9,3 Prozent) über dem Senderschnitt gelegen hatte, steigerten sich die Zuschauerzahlen in der Folgewoche sogar noch auf insgesamt 2,68 Millionen, die dritte Ausgabe erzielte schließlich mit 1,55 Millionen den höchsten Staffelwert bei den 14- bis 49-jährigen Zuschauern. Die letzten beiden Sendungen der ersten Staffel wiesen jedoch einen Abwärtstrend auf, so dass zum Staffelfinale die schwächsten Werte erzielt wurden.
Die zweite Staffel startete mit neuen Rekordwerten sowohl bei den Gesamtzuschauern als auch bei den 14- bis 49-jährigen Zuschauern, die zweite Folge erreichte nachfolgend erstmals mehr als 3 Millionen Zuschauer.
Ulla Kock am Brink moderierte mit Die perfekte Minute nach etwa neun Jahren erstmals wieder eine große Spielshow.

## Kritik
Der Spiegel nennt das Konzept „irre spannend“: „„Die perfekte Minute“ ist in jedem Fall ein Glücksgriff für Sat.1, weil es dem Sender, der in den vergangenen Jahren nicht gerade für seine Innovationen bekannt war, eine ganz neue Programmfarbe gibt. Mit einer Moderatorin, die sehr genau weiß, was sie da tut. Diesmal hat Sat.1 alles richtig gemacht, und das war nach den vielen Flops der vergangenen Monate auch höchste Zeit“.
Hans Hoff schreibt dagegen zur Auftaktsendung in der Süddeutschen: „Die [Zuschauer] sollen diese Spielchen möglichst kritiklos konsumieren und spannend finden. Nur gehört dazu auch eine spannende Inszenierung. Die aber misslingt fast durchweg. […] Schon nach kurzer Distanz macht sich Gleichgültigkeit breit gegenüber den Kandidaten, den Spielern und der Moderatorin, der man nur anmerkt, dass sie schwer ackern muss für ihr Comeback.“
Katharina Miklis von der Welt fühlt sich an einen „überdimensionalen Kindergeburtstag“ erinnert und übertitelt ihre Kritik mit „Viele zähe Sat.1-Minuten mit Ulla Kock am Brink“.
Gregor Elsbeck von Quotenmeter.de lobpreist die Gameshow und ihre zweite Staffel regelrecht. Außerdem ist seiner Meinung nach „Die perfekte Minute“ die perfekte Gameshow.